# Calothamnus huegelii
Calothamnus huegelii är en myrtenväxtart som beskrevs av Johannes Conrad Schauer. Calothamnus huegelii ingår i släktet Calothamnus och familjen myrtenväxter. Inga underarter finns listade i Catalogue of Life.